# زلزال أفيتسانو
زلزال أفيتسانو هو زلزال وقع في 13 يناير / كانون الثاني 1915، بالقرب من مدينة لاكويلا في وسط إيطاليا. وكان مركز الزلزال في بلدة أفيتسانو. وأودى بحياة أكثر من 30,000 حالة وفاة، وإلى تدمير المنطقة الملاصقة gمركز الزلازل.